# Sukhavati

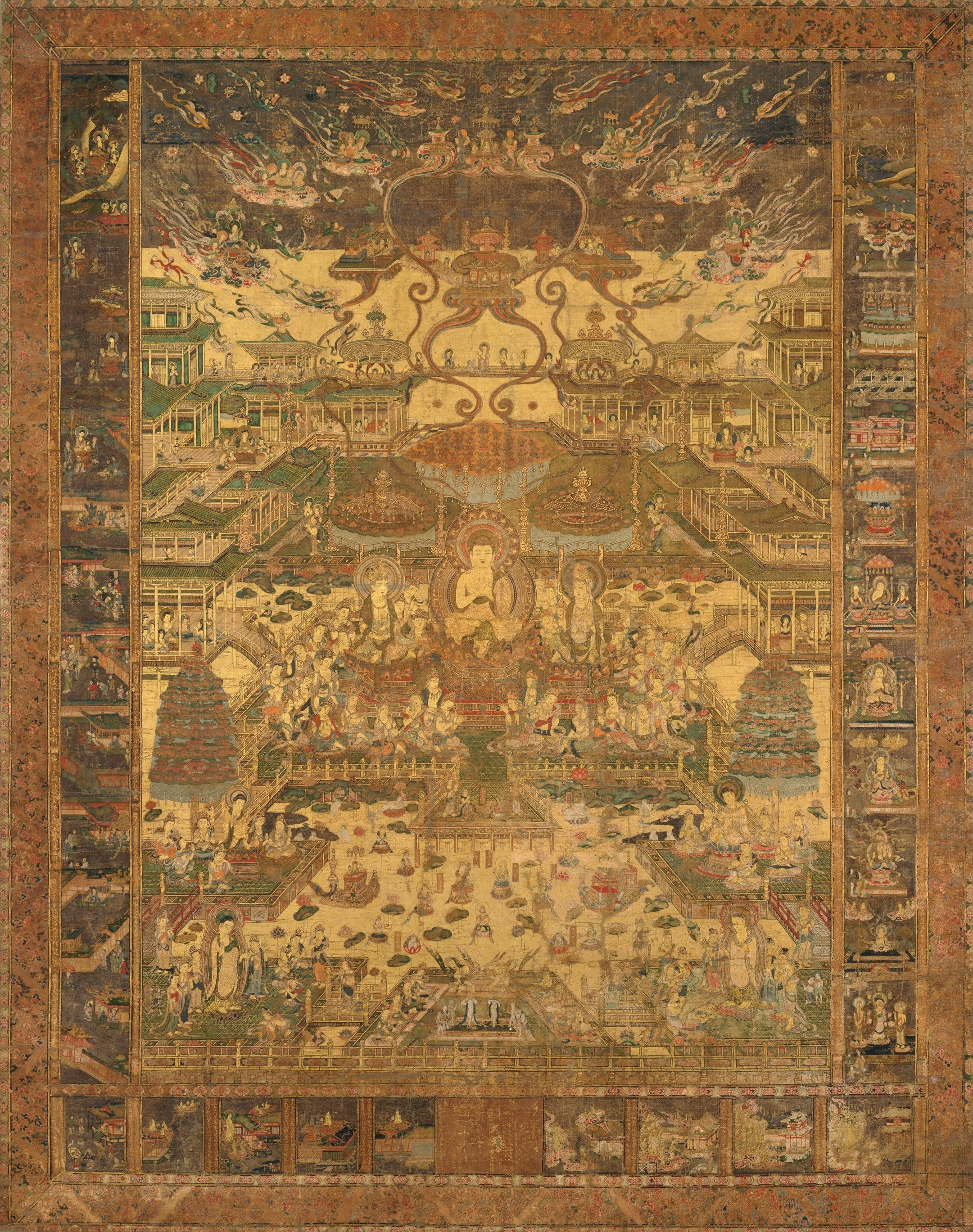
Peinture japonaise du Taima Mandala, représentant Sukhāvatī.

Sukhāvatī est un terme sanskrit du bouddhisme qui désigne, dans la cosmologie bouddhiste, une terre de bouddha où règne le bouddha Amitabha . Certains sutras du mahayana enseignent qu'il y a plusieurs royaumes célestes, et Sukhavati est l'un d'eux. Le terme se traduit littéralement par lieu de félicité, la bienheureuse. En chinois, le terme est traduit par « Terre pure », un endroit où les humains peuvent se retrouver pour atteindre le nirvana grâce, entre autres, à la foi et la dévotion. Cette expression « Terre pure » désigne également une importante école bouddhiste du même nom.
La Sukhavati est décrite dans les trois sutras principaux de l'école de la Terre pure: le Soutra d'Amida (sanskrit: Sukhāvatī vyūha sūtra), le Soutra de Vie-Infinie (sk. Sukhāvatī vyūha sūtra) et le Soutra des contemplations de Vie-Infinie (sk. Amitāyurdhyāna sūtra).